# 何塞·曼努埃尔·卡涅特
何塞·曼努埃尔·卡涅特（西班牙語：José Manuel Cañete，20世纪—），西班牙男子赛艇运动员。他曾代表西班牙参加世界赛艇锦标赛，获得一枚金牌和二枚铜牌，均来自男子轻量级八人单桨有舵手项目。